# Bayerske dynasti
Det Bayerske dynasti (også Agilolfinger) var et dynasti af langobardiske konger der regerede Italien for størstedelen af det 7. århundrede; fra 616 til 712 (men ikke kontinuerligt), med i alt otte konger. Dynastiet nedstammer fra Garibald af Bayern.
Der var to grene af dynastiet: den gren der nedstammede i den kvindelige linje gennem Garibalds ældste barn og datter Theodelinda; og den gren der nedstammede gennem Garibalds ældste søn Gundoald, som var kommet til Italien i forbindelse med hans søster ægteskab med Authari. Af den første gren var det kun Adaloald der regerede. Adaloald var Theodelindas søn med Agilulf, , om end Theodelindas svigersøn Arioald, som var gift med hendes datter Gundiberga, også var konge. Af den anden gren var der syv konger som regerede i træk, kun afbrudt af tronraneren Grimuald – som giftede sig med Gundoald barnebarn.
Det Bayerske dynasti er kendetegnet ved dets tætte bånd til den katolske kirke. På Theodelindas tid var langobarderne splittet mellem katolikker, hedninge og Arianere og dem opslugt i trekapitelskismaet. I modsætning til dem var langt hovedparten af den indfødte latinske befolkning var katolsk. De Bayerske konger forfulgte en politik der langsom vendte langobarderne mod katolicisme. Denne politik slog for alvor igennem med Cunipert og spillede en afgørende rolle i at skabe et samhørigt italiensk kongerige.
De otte konger i det Bayerske dynasti er:
- Adaloald, 616 – 625

- Aripert 1. (653 – 661), søn of Gundoald
- Godepert (661 – 662), ældste søn af forrige, regerede sammen
- Perctarit (661 – 662, 672 – 688), anden søn af Aripert, regerede sammen indtil 662
- Cunipert (688 – 700), søn af forrige
- Liutpert (700 – 701), søn af forrige
- Raginpert (701), søn af Godepert
- Aripert 2. (701 – 712), søn af forrige